# Русудан (кћерка Гиоргија III)
Русудан (груз. რუსუდანი; грчки: Ρουσουδαν) је била млађа ћерка грузијског краља Ђорђа III и његове жене Бурдукан (Гурандукхт). Њена старија сестра била је славна краљица Тамара, која је наследила њиховог оца као владарка Грузије.
Рођен после 1160. године, Русудан је био удата, вероватно 1180. године, за Манојла Комнина (рођен 1145.), најстарији син цара Андроника I, који је био византијски цар од 1183. до 1185. године. Манојло и Русудан су имали два сина, Алексија, вероватно рођеног 1182, и Давид, рођен око 1184. године.
Када је цар Андроник I свргнут и убијен, Манојло је ослепљен и вероватно је умро од рањавања. Прича се да је Русудан побегла из Цариграда са својим синовима, склонивши се у Грузију.
Док је током Четвртог крсташког рата трајала опсада Константинопоља између 1203. и 1204. (и касније ће заузети град), краљица Тамара од Грузије, је послала грузијске трупе да помогну Алексију и Давиду да преузму контролу над Трапезунтом у априлу 1204. У комбинацији са њиховим додатним освајањима, касније формирају ново Трапезунтско Царство.